# توماس جوب
توماس جوب (بالفرنسية: Thomas Job)‏ (20 أغسطس 1984 بدوالا في الكاميرون - ) هو كاتب سيناريو ولاعب كرة قدم كاميروني في مركز الوسط. شارك مع منتخب الكاميرون تحت 20 سنة لكرة القدم ومنتخب الكاميرون تحت 23 سنة لكرة القدم. أما مع النوادي، فقد لعب مع نادي أسكولي ونادي بودابست هونفيد ونادي بولونيا ونادي بيزا ونادي بيسكارا ونادي سامبدوريا ونادي سيتاديلا ونادي فادو ونادي كريمونيسي وASD Città di Foligno 1928 ‏ ونادي غروسيتو.

## وصلات خارجية
- توماس جوب على موقع قاعدة بيانات كرة القدم.إي يو (الإنجليزية)
- توماس جوب على موقع Soccerway.com (الإنجليزية)
- توماس جوب على موقع عالم كرة القدم.نت (الإنجليزية)
- توماس جوب على موقع AS.com (الإسبانية)